# El Mical
El Mical es una ranchería del municipio de Balancán ubicado en la subregión de los Ríos del estado mexicano de Tabasco.

## Geografía
La localidad se ubica a 38.9 kilómetros (en dirección sur) de la localidad de Balancán de Domínguez, la cabecera y lugar más poblado del municipio. Se sitúa en las coordenadas geográficas 17°40′03″N 91°10′00″O / 17.667500, -91.166667, a una elevación de 42 metros sobre el nivel del mar.

## Demografía
Según el Conteo de Población y Vivienda 2020, efectuado por el Instituto Nacional de Estadística y Geografía, la localidad de El Mical tiene 119 habitantes, de los cuales 60 son del sexo masculino y 59 del sexo femenino. Su tasa de fecundidad es de 3.33 hijos por mujer y tiene 29 viviendas particulares habitadas.
| Gráfica de evolución demográfica de El Mical entre 1980 y 2020 |
|                                                                |
| INEGI.                                                         |